# M44 (Panzerhaubitze)
Die M44 ist eine in den Vereinigten Staaten kurz nach dem Zweiten Weltkrieg entwickelte und hergestellte Artillerieselbstfahrlafette, welche mit einer Haubitze vom Kaliber 155 mm bestückt ist. Bezeichnet als Panzerhaubitze 155mm M44 gehörte das Waffensystem zur frühen Ausrüstung der Bundeswehr.

## Entwicklung
Zum Ersatz der bisher verwendeten Panzerhaubitze M7 der US Army begann 1947 die Entwicklung eines Nachfolgemodells, das zunächst die Bezeichnung T99 erhielt. Bereits nach kurzer Zeit entschied man sich, aus Gründen der Standardisierung in nicht unerheblichem Umfang Baugruppen des Spähpanzers M41 Walker Bulldog zu verwenden. Das so entstandene Modell ging dann zunächst als T99E1 in die Produktion und wurde 1952 in Dienst gestellt. Erhebliche Mängel an dem Fahrzeug führten zu weiteren Verbesserungen und zu einer Umbenennung in T194. Die bisher produzierten 250 Stück des Typs T99E1 wurden zum T194 umgerüstet. Erst 1953 erhielt das Gerät seine endgültige militärische Bezeichnung als M44. 1956 tauschte man den bisherigen Vergasermotor gegen einen Einspritzmotor aus, woraufhin die Typenbezeichnung M44A1 eingeführt wurde. Produziert wurde das Fahrzeug von Massey-Harris – heute AGCO.

## Technische Beschreibung
Als Basis diente die geschweißte Wanne des M41 Spähpanzers, dessen ursprüngliche Umlenkrolle als sechste Laufrolle nach unten verlegt wurde. Die Fahrtrichtung wurde umgekehrt, sodass die M44 im Gegensatz zum M41 jetzt mit Frontantrieb fuhr. Dies wirkte sich allerdings nachteilig aus, weil sich die Besatzung im Abgasstrom der Auspuffanlage befand. Das Laufwerk besaß sechs Laufrollen und vier Stützrollen, der Bodendruck lag bei 0,66 kg/cm². Die Scharnierkette war gummigepolstert. Der Motor war ein luftgekühlter 6-Zylinder-Benzinmotor von Continental mit einer Leistung von 500 PS bei 2800 u/min−1. Damit wurden auf der Straße maximal 56 km/h erreicht. Die M44 konnte ein Hindernis mit einer Höhe von bis zu 0,76 Meter, Gräben mit einer Breite von bis zu 1,83 Meter und Steigungen von bis zu 60 Prozent überwinden. Bis 1,07 Meter war das Fahrwerk watfähig. Als Kampfraum diente kein geschlossener, schwenkbarer Turm, sondern ein starr befestigter, oben offener Stahlkasten. Dieser konnte mit Hilfe von Plane und Spriegeln wetterfest geschlossen werden. Der Fahrer saß im Kampfraum vorn links und war gegen Feindeinwirkung völlig ungeschützt. Das Feuern war nur mit heckseitig herabgelassenem Stützschild möglich. Die 155-mm-Haubitze konnte von 5° bis +65° in der Höhe gerichtet werden. Der Seitenrichtbereich lag bei 30° zu beiden Seiten. 24 Schuss 155-mm-Munition konnten mitgeführt werden (Munitionsarten HE, FOG, CHEM, NC, CA).
Auf dem Heck des Kampfraumes befand sich eine Ringlafette mit einem 12,7-mm-Maschinengewehr, für dieses wurden 900 Schuss bereitgehalten. Das Fahrzeug bot keinen Schutz gegen die Wirkung von ABC-Waffen.
Nachfolgemodell war die Panzerhaubitze M109.

## Varianten

### M44 Cardinal
Im Rahmen des amerikanischen Mutal Defense Assistance Program erhielten die britischen Streitkräfte 1956 eine Lieferung von 58 M44 aus den USA. Bis auf 6 Fahrzeuge wurden alle Selbstfahrhaubitzen bei der britischen Rheinarmee eingestellt. Ein Teil ging an das 1st Royal Horse Artillery und ein weiterer an das 4th Royal Horse Artillery. Die M44 stellten im Kaliber 155mm eine erhebliche Verstärkung der Feuerkraft dieser Einheiten dar, da diese zuvor mit den aus dem Zweiten Weltkrieg stammenden Selbstfahrlafetten vom Typ Sexton ausgerüstet waren. Nachdem in den folgenden Jahren andere moderne Waffensysteme verfügbar wurden, erhielten zunächst andere, weniger stark in die NATO-Struktur eingebundene britische Verbände diese Selbstfahrlafetten. Nach der Ausmusterung wurden die Waffensysteme im Juni 1968 an die Vereinigten Staaten zurückgegeben.

### Panzerhaubitze 155mm M44
Die Panzerhaubitzen waren von 1958 bis 1966 in den Panzerartillerie-Bataillonen der Bundeswehr im Einsatz. Hierzu wurden die Fahrzeuge auf einen angepassten Ausrüstungsstand gebracht.

### M44T (Türkei)
Die türkische Armee wurde mit der Masse der in anderen westlichen Armeen nicht mehr verwendeten M44 ausgestattet. Die Ausstattung war so umfassend, dass zwischen 1986 und 1992 eine Gesamtzahl von 222 türkischen Selbstfahrlafetten M44 durch den deutschen Hersteller Rheinmetall auf den Rüststand M44T gebracht werden konnte. Hierbei wurde die Hauptwaffe gegen eine Haubitze mit 36 Kaliberlängen ausgetauscht, wodurch das System eine Reichweite von 24,7 km erhielt. Auch wurde der Motor gegen einen wassergekühlten MTU MB 833 Aa-501 Sechszylinder-Dieselmotor getauscht, der nun mit einem Getriebe von ZF Friedrichshafen an das originale Übersetzungsgetriebe (Allison CD-500-3) angeschlossen wurde. Zahlreiche weitere Nachbesserungen betrafen die Federung, die Ketten, den Kraftstoffvorrat und das Feuerleitsystem. Der Fahrersitz wurde im Rahmen des Umbaus in die Fahrzeugwanne verlegt.
Auch wenn es aufgrund der Einführung neuerer Panzerhaubitzen die Annahme gab, dass diese Selbstfahrlafetten zwischenzeitlich ausgemustert wurden, existieren noch Videobelege für die Verwendung des Systems im Jahr 2015 in der südlichen Türkei, als Ziele in Nordsyrien beschossen wurden.

## Einsatzländer
- Vereinigte Staaten
- Griechenland
- Italien
- Japan
- Südkorea
- Spanien
- Deutschland
- Türkei
- Vereinigtes Königreich